# Adolf Haas (KZ-Kommandant)
Adolf Haas (* 14. November 1893 in Siegen; Todesdatum unbekannt, 1950 für tot erklärt) war ein deutscher SS-Sturmbannführer, der zwischen 1941 und 1944 Lagerkommandant der Konzentrationslager Niederhagen-Wewelsburg und Bergen-Belsen war.

## Leben
Adolf Haas war Sohn eines Gastwirts gleichen Namens und dessen Ehefrau Helene geb. Montanus. Die Familie zog 1894 nach Hachenburg im Westerwald, wo der Vater ein Hotel erworben hatte. Nach Abschluss der Volksschule lernte Haas Bäcker und Konditor. Am 1. Oktober 1913 wurde er zur Kaiserlichen Marine eingezogen und am 12. Januar 1914 als Soldat der Marine-Artillerie nach Tsingtau verschifft, damals ein deutsches Pachtgebiet in China. Dort geriet er am 7. November 1914 nach der Belagerung von Tsingtau mit der gesamten deutschen Besatzung in japanische Kriegsgefangenschaft und kam zuletzt in das Kriegsgefangenenlager Bandō in Japan, aus dem er im Dezember 1919 entlassen und anschließend nach Deutschland repatriiert wurde.
Am 11. März 1922 heiratete er Emma Lina Müller, mit der er drei Kinder bekam. 1929 machte er sich als Bäckermeister selbstständig und führte eine Bäckerei in Hachenburg. Jahrelang sympathisierte er mit dem Kommunismus, schloss sich aber ab 1930 den Nationalsozialisten an. Zum 1. Dezember 1931 wurde er Mitglied der NSDAP (Mitgliedsnummer 760.610), weshalb er später den Ehrentitel „Alter Parteigenosse“ führte. Als Vertreter der NSDAP im Gemeinderat setzte er 1932 durch, dass in Hachenburg alle an Juden erinnernden Straßennamen entfernt wurden. Im selben Jahr trat er in die Allgemeine SS ein (SS-Nr. 28.943) und stieg dort schnell auf. Er war mit dem Aufbau des Oberabschnitts Rhein im Ober- und Unterwesterwald betraut. Dabei tat sich der Bäcker durch die Erpressung eines ortsansässigen jüdischen Geschäftsinhabers und die Verfolgung von Regimegegnern hervor. Seine SS-Führungsaufgaben beanspruchten ihn sehr stark, sodass er seine Bäckerei 1935 aus wirtschaftlichen Gründen aufgeben musste. Er wurde hauptamtlicher Führer eines Sturmbanns der 78. SS-Standarte der Allgemeinen SS in Wiesbaden. Im September 1936 wurde er zum SS-Sturmbannführer befördert und im März 1937 zurück nach Westerburg versetzt. Bei den Novemberpogromen 1938 beteiligte er sich an den Schändungen der Synagogen in Mogendorf und Hachenburg.
Am 1. März 1940 wurde Haas in das KZ Sachsenhausen abkommandiert, wo er unter Hans Loritz zum Schutzhaftlagerführer ausgebildet wurde. Die vorgesetzte Inspektion der Konzentrationslager in Oranienburg attestierte ihm, sich in kurzer Zeit sehr gut eingearbeitet zu haben, und schlug für den Dienst in den Konzentrationslagern seine Übernahme in die Waffen-SS vor. Er wurde daraufhin am 1. Juni 1940 zum Obersturmführer der Reserve der Waffen-SS ernannt und auf Bitten von Loritz 1941 zum SS-Hauptsturmführer d. R. befördert. Im September 1941 wurde er von Sachsenhausen auf die Wewelsburg versetzt, wo er Wolfgang Plaul als Lagerkommandant im KZ Niederhagen ablöste, das mit seiner Ankunft den Status eines selbständigen Konzentrationslagers erhielt. Die Insassen des Arbeitslagers mussten hauptsächlich Bauarbeiten in der Umgebung der von Heinrich Himmler zur SS-Kultstätte bestimmten Burganlage ausführen. „Unter den Häftlingen galt Haas als unberechenbarer und rücksichtsloser Kommandant“ (Kirsten John-Stucke). Unter Haas’ Kommando kamen 1.281 KZ-Insassen zu Tode. Besonders hoch war die Todesrate unter den in Wewelsburg gefangenen Sinti und Roma sowie den in der Endphase des Lagers ab Sommer 1942 vermehrt dorthin transportierten sowjetischen Kriegsgefangenen und Zwangsarbeitern. Nach Erinnerungen eines Häftlings erklärte Haas einmal auf dem Appellplatz: „Ich bin der Herrgott von Wewelsburg“.
Nach der Auflösung des KZ Niederhagen beteiligte er sich mit dem Niederhagener SS-Personal am Aufbau des sogenannten Aufenthaltslagers in Bergen-Belsen, wo das NS-Regime Juden verwahren wollte, die als Austauschgefangene bei Verhandlungen mit den Alliierten nützlich sein könnten. Haas wurde trotz geringer persönlicher Eignung erster Kommandant des Lagers Bergen-Belsen. Dort kamen während seiner Kommandantenzeit nachweislich mindestens 1.845 Menschen zu Tode. Am 3. November 1943 wurde er zum Sturmbannführer der Waffen-SS befördert.
In SS-Beurteilungen wird er positiv als „gerade, derb, leicht erregbar und zornig“ geschildert, seine Disziplin und intellektuellen Fähigkeiten wurden dagegen von Anfang an nicht hoch eingeschätzt. Unfähigkeit zur Vermittlung weltanschaulicher Inhalte, theoretische Defizite und vor allem eine notorische Schreibschwäche schlossen seine Verwendung in Stäben und höheren Dienststellen in den Augen der SS-Führung aus und schienen bereits seiner Dienststellung als Sturmbannführer nicht angemessen. Als Lagerkommandant nutzte er sowohl auf der Wewelsburg als auch in Bergen-Belsen häufig die Dienste von Häftlingen für eigene Zwecke und Interessen und zur Selbstbereicherung aus. In Bergen-Belsen kam ihm dabei zugute, dass die dort festgehaltenen „Austauschjuden“ teilweise persönliche Gegenstände wie Wertsachen, Musikinstrumente und Zeichenmaterial behalten durften. Die SS-Führer unter Haas nutzten das eingeschränkte kulturelle Leben des Lagers zur eigenen Unterhaltung.
Um die Jahreswende 1943/1944 geriet Haas unter Druck, weil er und andere SS-Männer sich von dem gefangenen jüdischen Maler Leon Schönker (1903–1965) hatten porträtieren lassen, um die Bilder zu Weihnachten zu verschenken. Ein SS-Sturmbannführer meldete diesen Vorgang (der ihn aus antisemitischen Motiven empörte) als „außerordentlich unwürdiges Verhalten von SS-Führern.“ Der Skandal drang im SS-Wirtschafts-Verwaltungshauptamt bis zu dessen Leiter Oswald Pohl vor, einem engen Vertrauten Himmlers, der sich darüber sehr erregte. Daneben wurden Haas sexuelle Beziehungen zu Ehefrauen anderer SS-Angehöriger nachgesagt, was er anders als den ersten Vorwurf vehement bestritt. Haas hielt sich während seiner Zeit als KZ-Kommandant nur selten zu Hause auf, seine Frau besuchte ihn in der Regel einmal im Jahr in Wewelsburg. Während zwei andere an dem Bilderskandal beteiligte SS-Führer sofort versetzt wurden, blieb Haas allerdings bis zum Jahresende 1944 auf seinem Posten. Erst im Rahmen der Erweiterung von Bergen-Belsen zum Konzentrationslager musste er dem einflussreicheren und wesentlich erfahreneren KZ-Kommandanten Josef Kramer Platz machen, der zahlreiches SS-Personal von seinem bisherigen Kommando aus Auschwitz-Birkenau nach Bergen-Belsen mitbrachte.
Am 20. Dezember 1944 wurde Haas auf das unbedeutende Kommando des SS-Panzergrenadierersatzbataillons 18 in Hamburg-Langenhorn versetzt, das im April 1945 in den Kämpfen um Bremen aufgerieben wurde. Angeblich war auch ein Einsatz von Haas’ Einheit in der Schlacht um Breslau geplant. Ob Haas an Kämpfen teilnahm, ist aber fraglich. Im März 1945 hielt er sich nachweislich in Hachenburg auf, wo er nach einem amerikanischen Bombenangriff auf deutsche V2-Stellungen im Westerwald, bei dem auch sein Heimatort getroffen wurde, Durchhalteparolen verbreitete. In der Endphase des Krieges befand er sich im KZ Neuengamme, wo er am 14. April 1945 als Beisitzer eines SS- und Polizeigerichts ein Todesurteil gegen einen fahnenflüchtigen SS-Führer verhängte, das am 24. April 1945 vollstreckt wurde. Der Mann hatte sich in Zivilkleidung aus dem Lager entfernt und war mit Kameraden volltrunken und im Beisein mehrerer Frauen angetroffen worden. Haas verschwand wenige Tage später selbst.
Adolf Haas gilt als seit dem 1. Mai 1945 verschollen und wurde am 18. August 1950 durch das Amtsgericht Hachenburg für tot erklärt. Sein Verbleib am Kriegsende ist ungeklärt, als mögliche Varianten werden eine Flucht ins Ausland, Tod an der Front oder Suizid genannt (Jakob Saß). Auf der Basis von Zeitzeugenaussagen wurde auch über eine angebliche Ermordung durch ehemalige KZ-Häftlinge und heimliche Besuche in Hachenburg nach Kriegsende spekuliert. Da die britischen Militärbehörden, die die SS-Wachmannschaft in Bergen-Belsen festsetzten, keine Nachforschungen zu früheren Verantwortlichen anstellten, die das Lager bereits vor ihrer Ankunft verlassen hatten, blieb sein Verschwinden zunächst unbemerkt. 1956 ließ der Frankfurter Staatsanwalt Fritz Bauer für kurze Zeit die Kontakte seiner Witwe Lina überwachen in der Annahme, Haas könnte noch mit ihr in Verbindung stehen. Ab 1961 kam es in Hamburg zu Ermittlungen gegen eine Gruppe von ehemaligen SS-Angehörigen, darunter auch Haas, wegen des Todesurteils vom April 1945. Mehrfach kamen Gerüchte auf, Haas könnte das Kriegsende länger überlebt haben, was Historiker nicht als unwahrscheinlich einschätzen.